# Championnats d'Europe de VTT 2004
Navigation
Édition précédente Édition suivante
Les championnats d'Europe de VTT 2004 ont lieu du 25 juillet au 1er août à Walbrzych en Pologne. Ils sont organisés par l'Union européenne de cyclisme et regroupent toutes les disciplines du VTT avec le trial, le four-cross, la descente, le cross-country et le cross-country marathon.

## Résultats

### Cross-country
| Épreuve                | Vainqueur                                                | Deuxième                                                       | Troisième                                                                |
| ---------------------- | -------------------------------------------------------- | -------------------------------------------------------------- | ------------------------------------------------------------------------ |
| Hommes                 | José Antonio Hermida                                     | Lado Fumic                                                     | Ralph Näf                                                                |
| Hommes                 | 2 h 07 min 03 s                                          | + 2 min 51 s                                                   | + 3 min 18 s                                                             |
| Femmes                 | Gunn-Rita Dahle                                          | Maja Włoszczowska                                              | Sabine Spitz                                                             |
| Femmes                 | 1 h 35 min 41 s                                          | + 4 min 25 s                                                   | + 4 min 57 s                                                             |
| Hommes moins de 23 ans | Manuel Fumic                                             | Inaki Lejarreta                                                | Florian Vogel                                                            |
| Hommes moins de 23 ans | 1 h 47 min 00 s                                          | + 1 min 53 s                                                   | + 2 min 12 s                                                             |
| Hommes juniors         | Nino Schurter                                            | Lukas Hanus                                                    | Hans Becking                                                             |
| Hommes juniors         | 1 h 27 min 47 s                                          | + 2 min 01 s                                                   | + 2 min 27 s                                                             |
| Femmes juniors         | Emilie Siegenthaler                                      | Tereza Huříková                                                | Nathalie Schneitter                                                      |
| Femmes juniors         | 1 h 20 min 35 s                                          | + 1 min 17 s                                                   | + 2 min 03 s                                                             |
| Relais mixte,          | Suisse Ralph Näf Nino Schurter Petra Henzi Florian Vogel | Allemagne Ivonne Kraft Moritz Milatz Stefan Sahm Andi Weinhold | Espagne Iñaki Lejarreta Miguel Vallés Marga Fullana José Antonio Hermida |
| Relais mixte,          | 1 h 25 min 42 s                                          | + 1 min 05 s                                                   | + 1 min 35 s                                                             |